# Lublin Airport
Lublin Airport – przystanek kolejowy w Świdniku, w powiecie świdnickim, w województwie lubelskim, na terenie portu lotniczego Lublin.

## Historia

### Budowa portu lotniczego
W 1996 roku wojewoda lubelski Edward Hunek powołał zespół do spraw lokalizacji lotniska dla Lubelszczyzny. Brano pod uwagę wówczas 3 miejsca: Świdnik, Wilczopole i Radawiec. Trzy lata później podjęto decyzję, że lotnisko powstanie w Świdniku i powołano do życia spółkę Port Lotniczy Lublin. W 2004 roku 25 samorządów powołało spółkę Międzynarodowy Port Lotniczy Lublin – Niedźwiada mającą na celu budowę lotniska w pobliżu wsi Niedźwiada. Inwestycję forsował samorząd województwa pod przewodnictwem marszałków z PSL, ale miasta Lublin i Świdnik obstawały przy Świdniku.
Pod koniec 2006 roku miasto Lublin wykupiło grunty pod lotnisko w Świdniku, a w styczniu 2007 rządząca województwem koalicja PO-PiS zdecydowała, że lotnisko dla Lubelszczyzny powstanie w Świdniku. Budowa samego lotniska ruszyła na jesieni 2010 roku, a pierwszy lot odbył się 17 grudnia 2012.

### Budowa przystanku kolejowego
Pierwsze pomysły budowy linii kolejowej do portu lotniczego Lublin pojawiły się w 2009 roku. Początkowo planowano budowę linii niezelektryfikowanej, dlatego zaplanowano budowę półotwartego przystanku.
W maju 2012 PKP PLK podpisały umowę z Przedsiębiorstwem Robót Komunikacyjnych Expol na budowę niezelektryfikowanej linii kolejowej 581 o długości 2,2 km wraz z przystankiem Świdnik Port Lotniczy. 12 listopada podpisano umowę ze spółką PKP Energetyka na elektryfikację linii.
Budowa torów bez sieci trakcyjnej została ukończona pod koniec listopada. Uroczyste otwarcie zelektryfikowanej linii odbyło się 14 grudnia, a 17 grudnia 2012, wraz z otwarciem portu lotniczego, zaczęły kursować pociągi. Lotnisko było pierwszym tego typu obiektem w Polsce, przy którym od razu uruchomiono również linię kolejową łączącą terminal z centrum miasta.
W październiku 2013 ogłoszono, że od grudnia 2013 przystanek będzie nazywał się Lublin Airport zamiast Świdnik Port Lotniczy. O zmianie zadecydował Port Lotniczy Lublin jako zarządca stacji.

## Linie kolejowe
Przystanek znajduje się na końcu jednotorowej, zelektryfikowanej linii kolejowej nr 581 Świdnik – Świdnik Port Lotniczy. Za przystankiem znajduje się kozioł oporowy.

## Infrastruktura
Na przystanku znajdują się dwa jednostronne perony o długości 149 m i wysokości 550 mm nad główką szyny. Oba perony obsługują ten sam tor.

## Ruch pociągów

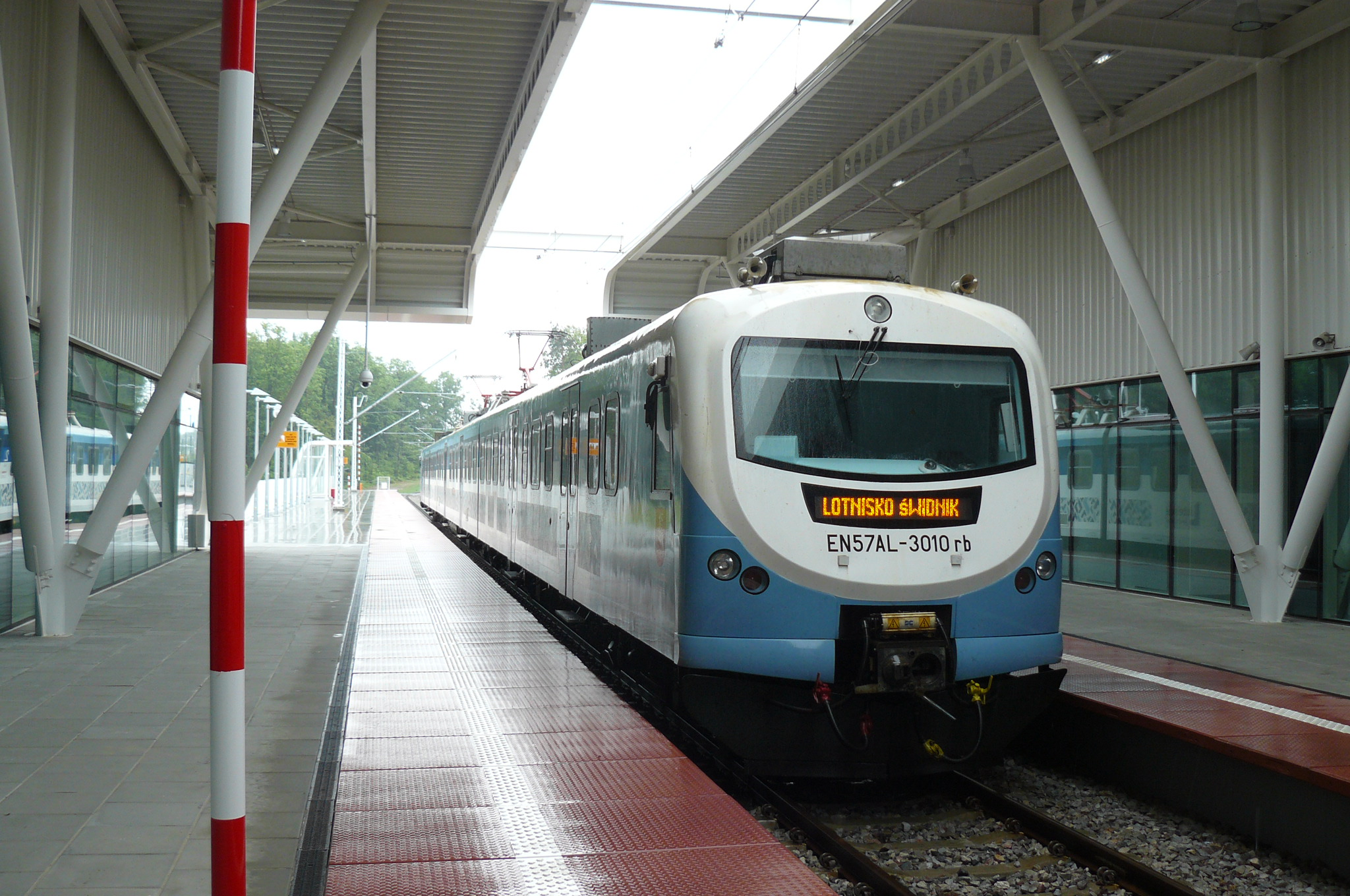
EN57AL na przystanku (2013)

Przystanek obsługują pociągi Regio spółki Przewozy Regionalne relacji Lublin Główny – Lublin Airport. Przed decyzją o elektryfikacji linii prowadzącej do obiektu, planowano obsługiwać ją szynobusami. Po zmianie koncepcji zdecydowano, że na trasę wyjadą zmodernizowane EZT serii EN57AL. W chwili uruchomienia przystanku takich połączeń było 5 i były one finansowane przez samorząd województwa lubelskiego. Rozkład jazdy pociągów nie był jednak od samego początku zgrany z rozkładem lotów. W październiku 2015 zbadano średnie napełnienie pociągów, które wynosiło wówczas kilkanaście osób. W 2016, ze względu na ograniczenie środków finansowych na przewozy kolejowe, a co za tym idzie zmniejszenie przez organizatora przewozów pracy eksploatacyjnej pociągów wojewódzkich, liczbę uruchamianych kursów zmniejszono do 3 w dni robocze oraz 1 w weekendy. Zdecydowano wówczas, że pociągi lotniskowe będą głównie zapewniały dojazd do pracy obsłudze portu lotniczego oraz dodatkowo będą uzupełnieniem oferty na odcinku Lublin Główny – Świdnik Miasto.
| Rok  | Wymiana pasażerska na dobę |
| ---- | -------------------------- |
| 2017 | 20-49                      |
| 2022 | 10-99                      |